# Amadeo o cómo salir del paso
Amadeo o cómo salir del paso (Amédée ou Comment s'en débarrasser) es una obra de teatro del escritor francés de origen rumano Eugène Ionesco. La obra se estrenó en 1954 y posteriormente fue publicada en 1962, en una colección de seis relatos por la editorial Gallimard con el título "La foto del coronel".; en la colección la obra lleva por título Oriflama.
Los relatos que componen "La foto del coronel" son:
- Oriflama
- La foto del coronel
- El peatón del aire
- Una víctima del deber
- Rinoceronte
- El cieno
- Primavera 1939[2]

## Argumento
Amadeo y Magdalena son un matrimonio que no sale de su casa por una extraña razón: Ha aparecido un cadáver en la habitación donde duermen, que no para de crecer. Magdalena intenta mantener la calma, pero el cadáver llega hasta las puertas de la habitación. Entonces comienzan a tener extrañas visitas, que los hacen impacientarse aún más, es un cadáver venenoso y que crece, que no es más que la materialización de la muerte del amor entre ellos. La situación va tomando dimensiones desconocidas, desembocando la obra en una reunión de personajes en torno al bar del pueblo en el que se ponen de manifiesto las terribles consecuencias de la muerte del amor entre ellos.
Personajes
- Amadeo : Amadeo es, junto con Magdalena, el personaje protagonista de la obra. Está casado con Magdalena.

Amadeo es un hombre rechoncho, con gafas, moreno, bastante pausado en sus movimientos. Psicológicamente es un hombre débil, pero muy simpático, se nota que en otro tiempo fue alegre, afable y con una visión optimista de la vida.
En el momento de la obra Amadeo es un hombre quemado y cansado de su matrimonio. Ha ido dejando que esta vaya anulando su personalidad, pero, a pesar todo, sigue manteniendo cierta ternura.
- Magdalena: personaje que da la réplica a Amadeo. Su carácter es de mujer dominante, y bastante nerviosa, que trabaja en casa atendiendo al teléfono. Va vestida con ropas extravagantes y a veces lleva sombrero.

- Mado: Mujer que está en el bar en el que se da el desenlace. Es joven y guapa, de unos veintitantos años.

- El Cartero: Personaje menor; entra en acción cuando Magdalena y Amadeo reciben una misteriosa carta, el cartero llama a la puerta, la pareja protagonista se extraña, ya que no han recibido visitas hace años y temen que puedan encontrar el gran cadáver.

- El guardia municipal: un hombre de pueblo, joven, que no tiene mucha autoridad, porque se implica en las relaciones sociales del pueblo y sobre todo en las del bar en que aparece.

- El soldado estadounidense: Personaje secundario, del final de la obra.[4]

## Crítica
Ionesco consideraba "Amadeo o cómo salir del paso" como una de sus obras irrepresentables. La obra habla de la incomunicación. Amadeo y Magdalena llevan años juntos, muere el amor y el autor lo escenifica como un cuerpo en descomposición que crece sin control en su habitación.

## Traducciones
En España se han hecho dos traducciones con títulos diferentes; literalmente se puede traducir por "Amadeo o cómo deshacerse de él" y las editoriales en español lo han titulado: "cómo salir del paso" (Losada) y "cómo librarse de él" (Alianza)